# Kęstutis Pūkas
Kęstutis Pūkas (ur. 29 listopada 1952 w Kownie) – litewski przedsiębiorca, założyciel i właściciel stacji radiowych i telewizyjnych, polityk.

## Życiorys
W latach 1980–1982 Pracownik Sektora Badań Naukowych Kowieńskiego Instytutu Medycznego, badacz BMI; 1985 inżynier Zakładu Żelbetonowego w Petrasiūnai, 1985-1991 zaangażowany był w indywidualne działania w Studio nagrań dźwiękowych BGAK w Koszedarach. Od 1991 do 2016 zajmował stanowisko dyrektora generalnego w „Pūkas”. Prezes litewskiego przemysłu muzycznego. W 2009 roku dziennikarz w autorskiej audycji radiowej „Inna Litwa” (lit. „Kitokia Lietuva”). Założyciel Litewskiego Stowarzyszenia Praw Pokrewnych AGATA.
W latach 2016–2018 członek Sejmu Republiki Litewskiej z ramienia litewskiej partii politycznej „Porządek i Sprawiedliwość”. 12 stycznia 2018 roku K. Pūkas zrzekł się mandatu poselskiego. Wpływ na podjęcie takiej decyzji miało orzeczenie Sądu Konstytucyjnego, informujące w swojej treści, iż swoim nieetycznym zachowaniem poseł dopuścił się zdyskredytowania autorytetu Sejmu i Państwa oraz równocześnie złamał przysięgę i naruszył Konstytucję. Zarzuty, jakie postawiono wówczas wobec K. Pūkasa dotyczyły molestowania seksualnego jego asystentki oraz innych kandydatek na to stanowisko, a także naruszenia przepisów o przechowywaniu broni.

## Nagrody i odznaczenia
W 1982 Nagrodzony za wynalazek „Resolver” – statek kosmiczny „Sojuz” do monitorowania pracy astronauty.
W 2004 roku Uhonorowany „Złotą Gwiazdą” przez Litewską Agencję Ochrony Praw Autorskich za zasługi w działaniach antypirackich.